# The Lost Boy (альбом)
| Совокупная оценка     | Совокупная оценка |
| Источник              | Оценка            |
| --------------------- | ----------------- |
| Metacritic            | 81/100            |
| Оценки критиков       |                   |
| Источник              | Оценка            |
| AllMusic              | [ 2 ]             |
| Clash                 | 8/10              |
| Exclaim!              | 9/10              |
| Highsnobiety          | 4.0/5             |
| HipHopDX              | 3.8/5             |
| Pitchfork             | 7.0/10            |
| Tom Hull – on the Web | A–                |

The Lost Boy — дебютный студийный альбом американским рэпером Cordae. Он был выпущен 26 июля 2019 года на лейблах Atlantic Records и Art@War. Альбом содержит гостевые участия от Chance the Rapper, Anderson .Paak, Ty Dolla Sign, Pusha T, Arin Ray и Meek Mill. Он был наминирован на премию «Грэмми» в номинации «лучший рэп-альбом», а лид-сингл «Bad Idea» в «лучшая рэп-песня»
The Lost Boy был поддржан тремя синглами: «Have Mercy», «Bad Idea» и «RNP».

## Продвижение
Лид-сингл «Have Mercy» был выпущен 8 марта 2019 года. На песню вышло два видеоклипа от Коула Беннетта и Aplus. Сингл был спродюсирован Flippa, Kid Culture и Nils.
Второй сингл при участии американского рэпера Chance the Rapper вышел «Bad Idea» 17 июня 2019 года. Песня была спродюсирована Bongo ByTheWay и Kid Culture.
Третий сингл «RNP» был выпущен 23 июля 2019 года. Песня содержит гостевое участие от Anderson .Paak и была спродюсирована Джей Коула.
Музыкальное видео на песню «Broke As Fuck» был выпущен 15 августа 2019 года.

## Коммерческий успех
The Lost Boy дебютировал на 13 месте в Billboard 200. Альбом также попал в чарт Top R&B/Hip-Hop Albums под номером 8.

## Список композиций
Информация взята из Tidal.
| №                   | Название                                    | Автор(ы)                                                                                             | Продюсер(ы)                                                  | Длительность |
| ------------------- | ------------------------------------------- | --- | ------------------------------------------------------------ | ------------ |
| 1.                  | «Wintertime»                                | Cordae Dunston Carl McCormick Illuid Haller Daniel Hackett Terrace Martin Jon Lucien                 | Cardiak Kid Culture [a] Martin [a] illuid.haller [a]         | 3:01         |
| 2.                  | «Have Mercy»                                | Dunston Hackett Ronald Colson Nils Noehden                                                           | Flippa Kid Culture Nils                                      | 3:22         |
| 3.                  | «Sweet Lawd (Skit)»                         | Dunston Haller Hackett                                                                               | illuid.haller Kid Culture [a]                                | 1:09         |
| 4.                  | «Bad Idea» (при участии Chance the Rapper)  | Dunston Chancelor Bennett Uforo Ebong Hackett Roberta Flack Charles Mann Donny Hathaway              | Bongo ByTheWay Kid Culture [a]                               | 3:55         |
| 5.                  | «Thanksgiving»                              | Dunston Hackett Cooper McGill Karim Hutton                                                           | CoopTheTruth Kid Culture                                     | 3:18         |
| 6.                  | «RNP» (при участии Anderson .Paak)          | Dunston Brandon Anderson Jermaine Cole                                                               | J. Cole                                                      | 2:56         |
| 7.                  | «Broke as Fuck»                             | Dunston Hackett David Biral Denzel Baptiste Russ Chell Darian Garcia McGill Justin Zim Jariuce Banks | Take a Daytrip Russ Chell CoopTheTruth Kid Culture Smoko Ono | 3:16         |
| 8.                  | «Thousand Words»                            | Dunston McCormick Maneesh Bidaye Martin                                                              | Cardiak Martin [a]                                           | 3:20         |
| 9.                  | «Way Back Home» (при участии Ty Dolla Sign) | Dunston Tyrone Griffin, Jr. Hackett Robert Mandell                                                   | G Koop Kid Culture Mike Robbins                              | 3:19         |
| 10.                 | «Grandma's House (Skit)»                    | Dunston Janet Dunston                                                                                | Grandma YBN Cordae illuid.haller                             | 1:23         |
| 11.                 | «Been Around»                               | Dunston Haller Hackett                                                                               | Kid Culture illuid.haller                                    | 3:24         |
| 12.                 | «Nightmares Are Real» (при участии Pusha T) | Dunston Terrence Thornton Slim Allen Stephen Basil Haller Hackett                                    | Bazexx Kid Culture Slim illuid.haller                        | 2:47         |
| 13.                 | «Family Matters» (при участии Arin Ray)     | Dunston Arin Ray Ebong Thomas Brenneck Homer Steinweiss David Guy Leon Michels Ramon Velez           | Bongo ByTheWay                                               | 3:31         |
| 14.                 | «We Gon Make It» (при участии Meek Mill)    | Dunston Robert Williams Ebong Hackett Kenneth Gamble Leon Huff                                       | Bongo ByTheWay Kid Culture                                   | 3:57         |
| 15.                 | «Lost & Found»                              | Dunston Rasool Diaz Bidaye                                                                           | Maneesh Rasool                                               | 2:41         |
| Общая длительность: | Общая длительность:                         | Общая длительность:                                                                                  | Общая длительность:                                          | 45:19        |

Примечания
- ↑  сопродюсер
- «Wintertime» содержит вокал от Quincy Jones и PJ
- «Sweet Lawd (Skit)» и «Grandma's House (Skit)» содержит вокал от Arin Ray, Masego и SiR
- «Bad Idea» содержит вокал от Ant Clemons and SiR
- «Thanksgiving» содержит вокал от SiR
- «Broke As Fuck» содержит вокал от Jehreeus Banks
- «Thousand Words» содержит вокал от Syd
- «Been Around» содержит вокал от Hasani и Quincy Jones
- «Family Matters» содержит вокал от ThePpl

## Участники записи
Информация из Tidal.
| Инструменты - Алиандро Праул – клавишные (4) - Аманда Байлей – струнные (4) - Таррон Крайтон – бас (4, 13, 14) - Kid Culture – программирование (4) - Kace – бас (5) - Джастин Зим – бас (7) - Freaky Rob – гитара (9) - illuid.haller – пианино (10) - G Koop – гитара (12) - Реймонд Комба – пианино (13 14) | Техническая часть - Bren – запись (1–8, 10–15) - Педро Каллони – запись (2) - Mez – запись (6) - Take a Daytrip – запись (7) - NOIS – миксинг (1, 2, 5, 7, 9, 12–15) - MixedByAli – миксинг (все песни) - Angel – миксинг (2, 4, 6) - Дэйв Катч – мастеринг (все песни) - Закари Акоста – ассистент инженеринга (все песни), миксинг (2, 3) - Sircut – ассистент инженеринга (2) |

## Чарты
| Чарт (2019)                            | Высшая позиция |
| -------------------------------------- | -------------- |
| Австралия (ARIA)                       | 27             |
| Бельгия/Фландрия (Ultratop)            | 105            |
| Канада (Canadian Albums Chart)         | 12             |
| Нидерланды (Album Top 100)             | 25             |
| Ирландия (IRMA)                        | 49             |
| Новая Зеландия (RMNZ)                  | 21             |
| Швейцария (Schweizer Hitparade)        | 77             |
| Великобритания (UK Albums Chart)       | 85             |
| США (Billboard 200)                    | 13             |
| США (Billboard Top R&B/Hip-Hop Albums) | 8              |